# Ики-Бурульский район
И́ки-Буру́льский район (калм. Ики Буруула улс) — административно-территориальная единица в составе Республики Калмыкия Российской Федерации, в границах которой образован муниципальный район Ики-Бурульское районное муниципальное образование.
Административный центр — посёлок Ики-Бурул.

## География
Площадь территории района — 6363 км². Расстояние от районного центра до Элисты — 66 км.
Ики-Бурульский район граничит:
- на западе — с Приютненским районом и городским округом Элиста;
- на северо-западе — с Целинным районом;
- на севере — с Яшкульским районом (п. Тавн-Гашун);
- на востоке — с Черноземельским районом;
- на юге — со Ставропольским краем.

В географическом плане район включает три геоморфологические зоны: большую часть района занимает юго-восточная часть Ергенинской возвышенности, восток и северо-восток района занимает Прикаспийская низменность, южную окраину — Кумо-Манычская впадина.
Основные реки — Восточный и Западный Маныч (на границе со Ставропольским краем), Улан-Зуха и другие. Большинство рек района летом пересыхают. Основные водоёмы — озеро Лысый Лиман, Чограйское водохранилище.

### Климат
Климат резко континентальный — лето жаркое и очень сухое, зима малоснежная, иногда с большими холодами. Максимальная температура июля — плюс 42°С, минимальная температура января — минус 34—36°С, средняя температура января — минус 5—8°С, средняя температура июля — плюс 23—26°С. Вегетационный период с температурой выше 10°С продолжается от 180 до 213 дней. Среднегодовое количество осадков — от 210 до 340 мм. Сухость климата усиливается с северо-запада на юго-восток.

### Почвы
Значительное влияние на процессы почвообразования оказывает рельеф территории.
В пределах Ергенинской возвышенности распространение получили почвы каштанового типа, которые на склонах возвышенности в той или иной степени смыты. В мелких понижениях сформировались солонцы; в более крупных — лугово-каштановые почвы.
В пределах Кумо-Манычской впадины почвы каштанового типа и солонцы получили распространение на вытянутых в широтном направлении увалах. В лиманах и лиманообразных понижениях сформировались луговые почвы, луговые солонцы и солончаки.
В Прикаспийской низменности, в резко выраженных западинах и потяжинах, а также блюдцах и лиманах, получающих дополнительное увлажнение за счёт стока с окружающих мест, сформировались лугово-бурые и луговые почвы. К выпуклым поверхностям с хорошо выраженные стоком приурочены бурые полупустынные почвы. Бессточные блюдца и понижения, а также наиболее выровненные пространства с затрудненным поверхностным стоком заняты солонцами.

## История
Район образован 12 января 1965 года Указом Президиума Верховного совета РСФСР. Ики-Бурульский район был создан, в основном, на бывших отгонных пастбищах и вошедших в его состав трёх сельских Советов с центральными усадьбами совхозов «Буратинский», № 108 и № 4, карьеров «Зунда Толга» и «Чолун Хамур». В то время на территории района проживало 9317 человек.
Первое поселение, как считает известный калмыцкий историк-краевед И. В. Борисенко («Времен минувших отраженье», г. Элиста, 1991 г.), возникло в 1880 году в связи с организацией аймачного управления, появились первые строения. Периодически действовала гужевая почтовая связь со ставкой Манычского улуса, находившейся в районе Элисты. У местного населения были налажены торговые связи с крестьянами Ставрополья, особенно успешные с тамошними туркменами. Вместе они охраняли манычские участки степных трактов, в том числе Царицынско-Ставропольский, решали актуальные для обеих сторон житейские вопросы и проблемы.

## Население
| 1965    | 1970    | 1979    | 1989    | 2000    | 2002    | 2008    | 2009    | 2010    |
| ------- | ------- | ------- | ------- | ------- | ------- | ------- | ------- | ------- |
| 9317    | ↗16 075 | ↘15 633 | ↗16 453 | ↘13 823 | ↘11 323 | ↘11 166 | ↘11 120 | ↗11 424 |
| 2011    | 2012    | 2013    | 2014    | 2015    | 2016    | 2017    | 2018    | 2019    |
| ↘11 370 | ↘11 085 | ↘10 927 | ↘10 797 | ↘10 565 | ↘10 552 | ↘10 545 | ↘10 312 | ↘9968   |
| 2020    | 2021    | 2024    |         |         |         |         |         |         |
| ↘9698   | ↘9596   | ↗9992   |         |         |         |         |         |         |

Согласно прогнозу Минэкономразвития России, численность населения будет составлять:
- 2024 — 10,41 тыс. чел.
- 2035 — 9,72 тыс. чел.

Национальный состав
По данным Всероссийской переписи населения 2010 года:
| Национальность | Численность (чел.) | Доля (%) |
| -------------- | ------------------ | -------- |
| Калмыки        | 7 855              | 68,76 %  |
| Даргинцы       | 1 727              | 15,12 %  |
| Русские        | 1 075              | 9,41 %   |
| Аварцы         | 138                | 1,21 %   |
| Чеченцы        | 92                 | 0,81 %   |
| Грузины        | 59                 | 0,52 %   |
| Кумыки         | 58                 | 0,51 %   |
| Другие         | 390                | 3,41 %   |
| Не указали     | 30                 | 0,26 %   |
| Всего          | 11 424             | 100,00 % |

По итогам переписи населения 2020 года проживали следующие национальности (национальности менее 0,1 % и другое см. в сноске к строке «Другие»):
| Национальность | Численность, чел. | Доля     |
| -------------- | ----------------- | -------- |
| Калмыки        | 6493              | 67,66 %  |
| Даргинцы       | 1710              | 17,82 %  |
| Русские        | 778               | 8,11 %   |
| Аварцы         | 127               | 1,32 %   |
| Чеченцы        | 92                | 0,96 %   |
| Грузины        | 49                | 0,51 %   |
| Рутульцы       | 38                | 0,40 %   |
| Корейцы        | 34                | 0,35 %   |
| Казахи         | 33                | 0,34 %   |
| Кумыки         | 30                | 0,31 %   |
| Лезгины        | 27                | 0,28 %   |
| Азербайджанцы  | 13                | 0,14 %   |
| Татары         | 13                | 0,14 %   |
| Черкесы        | 11                | 0,11 %   |
| Киргизы        | 11                | 0,11 %   |
| Немцы          | 10                | 0,10 %   |
| Кабардинцы     | 10                | 0,10 %   |
| Другие         | 117               | 1,24 %   |
| Итого          | 9596              | 100,00 % |

## Муниципально-территориальное устройство
В Ики-Бурульском районе 28 населённых пунктов в составе 13 сельских поселений:
| №  | Сельские поселения                                 | Административный центр | Количество населённых пунктов | Население | Площадь, км² |
| -- | -------------------------------------------------- | ---------------------- | ----------------------------- | --------- | ------------ |
| 1  | Багабурульское сельское муниципальное образование  | посёлок Бага-Бурул     | 1                             | ↘508      | 531,77       |
| 2  | Зундатолгинское сельское муниципальное образование | посёлок Зунда Толга    | 2                             | ↗358      | 184,34       |
| 3  | Ики-Бурульское сельское муниципальное образование  | посёлок Ики-Бурул      | 3                             | ↘3578     | 763,45       |
| 4  | Кевюдовское сельское муниципальное образование     | посёлок Кевюды         | 3                             | ↗480      | 398,80       |
| 5  | Манцинкецовское сельское муниципальное образование | посёлок Манцин Кец     | 1                             | ↘159      | 171,85       |
| 6  | Манычское сельское муниципальное образование       | посёлок Маныч          | 2                             | ↘413      | 673,38       |
| 7  | Оргакинское сельское муниципальное образование     | посёлок Оргакин        | 4                             | ↘1019     | 692,00       |
| 8  | Приманычское сельское муниципальное образование    | посёлок Приманыч       | 3                             | ↗741      | 533,83       |
| 9  | Светловское сельское муниципальное образование     | посёлок Светлый        | 5                             | ↗771      | 1443,36      |
| 10 | Утсалинское сельское муниципальное образование     | посёлок Ут Сала        | 1                             | ↗346      | 460,23       |
| 11 | Хомутниковское сельское муниципальное образование  | посёлок Хомутников     | 1                             | ↘549      | 455,62       |
| 12 | Чограйское сельское муниципальное образование      | посёлок Южный          | 1                             | ↘424      | 46,90        |
| 13 | Чолунхамурское сельское муниципальное образование  | посёлок Чолун-Хамур    | 1                             | ↗250      | 7,79         |

| №  | Населённый пункт  | Тип     | Население | Муниципальное образование                          |
| -- | ----------------- | ------- | --------- | -------------------------------------------------- |
| 1  | Бага-Бурул        | посёлок | ↘508      | Багабурульское сельское муниципальное образование  |
| 2  | Байр              | посёлок | ↗127      | Ики-Бурульское сельское муниципальное образование  |
| 3  | Джеджикины        | посёлок | →88       | Приманычское сельское муниципальное образование    |
| 4  | Зунда Толга       | посёлок | ↗308      | Зундатолгинское сельское муниципальное образование |
| 5  | Ики-Бурул         | посёлок | ↘3348     | Ики-Бурульское сельское муниципальное образование  |
| 6  | Интернациональный | посёлок | ↘48       | Светловское сельское муниципальное образование     |
| 7  | Кевюды            | посёлок | ↘381      | Кевюдовское сельское муниципальное образование     |
| 8  | Кордон            | посёлок | ↘52       | Кевюдовское сельское муниципальное образование     |
| 9  | Магна             | посёлок | ↘156      | Оргакинское сельское муниципальное образование     |
| 10 | Манджикины        | посёлок | ↘92       | Манычское сельское муниципальное образование       |
| 11 | Манцин Кец        | посёлок | ↘159      | Манцинкецовское сельское муниципальное образование |
| 12 | Маныч             | посёлок | ↗396      | Манычское сельское муниципальное образование       |
| 13 | Оран Булг         | посёлок | ↘110      | Оргакинское сельское муниципальное образование     |
| 14 | Оргакин           | посёлок | ↘759      | Оргакинское сельское муниципальное образование     |
| 15 | Приманыч          | посёлок | ↗686      | Приманычское сельское муниципальное образование    |
| 16 | Приманыческий     | посёлок | ↘112      | Зундатолгинское сельское муниципальное образование |
| 17 | Светлый           | посёлок | ↗485      | Светловское сельское муниципальное образование     |
| 18 | Соста             | посёлок | ↘51       | Светловское сельское муниципальное образование     |
| 19 | Ут Сала           | посёлок | ↗346      | Утсалинское сельское муниципальное образование     |
| 20 | Хар-Зуха          | посёлок | ↗107      | Светловское сельское муниципальное образование     |
| 21 | Хомутников        | посёлок | ↘549      | Хомутниковское сельское муниципальное образование  |
| 22 | Цаган Ташу        | посёлок | →50       | Кевюдовское сельское муниципальное образование     |
| 23 | Чолун-Хамур       | посёлок | ↗250      | Чолунхамурское сельское муниципальное образование  |
| 24 | Шар-Булг          | посёлок | ↘89       | Светловское сельское муниципальное образование     |
| 25 | Шатта             | посёлок | ↘88       | Приманычское сельское муниципальное образование    |
| 26 | Шеернг            | посёлок | ↘108      | Оргакинское сельское муниципальное образование     |
| 27 | Шерет             | посёлок | ↗222      | Ики-Бурульское сельское муниципальное образование  |
| 28 | Южный             | посёлок | ↘424      | Чограйское сельское муниципальное образование      |

### Упразднённые населённые пункты
Ранее в Приманычское сельское муниципальное образование входил упразднённый посёлок Прудовый, а в Ики-Бурульское сельское муниципальное образование упразднённый посёлок Зултурган.

## Экономика
Промышленность района представляют два камнедобывающих предприятия — ОАО «Чолун-Хамур», Зундатолгинский карьер, мини-пекарни частных предпринимателей.
Планируется строительство Цементного завода. По состоянию на 09.07.2010 строительство приостановлено.
Площадь территории района составляет 636,3 тыс.га, из которых 580,3 тыс.га сельскохозяйственных угодий, в том числе пашни 131,3 тыс.га (22,6 %), пастбища 445,2 тыс.га (77,0 %). На 1 января 2011 года в сельскохозяйственном производстве района функционирует пять предприятий: три сельскохозяйственных производственных кооператива и два государственных унитарных предприятий, зарегистрировано 287 крестьянских (фермерских) хозяйств, за которыми закреплено 365,3 тыс.га, в том числе: в аренде — 312,4 тыс.га. и в пожизненно наследуемом владении — 52,9 тыс.га.

## Социальная сфера
В посёлке Ики-Бурул функционируют Ики-Бурульская центральная районная больница, число больничных коек в которой составляет 63 места и районная поликлиника мощностью в 107 посещений в смену. В остальных населённых пунктах района имеется 5 офисов врачей общей практики, 8 фельдшерско-акушерских пунктов. На 1 января 2011 года население района обслуживают 25 врачей и 97 работников среднего медицинского персонала
В сфере культуры в районе действуют 14 клубных учреждений, 14 библиотек, 2 автоклуба, 2 ансамбля (народный хореографический ансамбль «Торга» и эстрадный ансамбль «Стикс»), детская школа искусств в пос. Ики-Бурул и её филиал в пос. Оргакин.
В сфере образования имеются 13 общеобразовательных школ, 3 дошкольных образовательных учреждения, 2 учреждения дополнительного образования: МБОУ ДОД Ики-Бурульский Центр Дополнительного образования детей; и МОУ «Детская юношеская спортивная школа им. Н. Богаева».

## Известные уроженцы Ики-Бурульского района Республики Калмыкия
- Анджур Пюрбеевич Пюрбеев (29.09(12.10).1904 — 16.01.1938) — видный государственный и политический деятель Калмыкии 20—30-х годов. Один из основателей и первый руководителей Калмыцкой АО, затем Калмыцкой АССР. Председатель Калмыцкого областного исполкома Советов. Первый секретарь областного комитета РКП(б); первый Председатель Совета Народных Комиссаров Калмыцкой АССР.
- Анджа Эрдниевич Тачиев (1920—1993) — народный поэт Калмыцкой АССР, писатель, заместитель министра культуры Калмыцкой АССР (в 1960-70 гг.), ответственный секретарь Союза писателей Калмыцкой АССР.
- Морхаджи Бамбаевич Нармаев (1915—1995) — писатель, доктор сельскохозяйственных наук, учёный, директор Калмыцкого научно-исследовательского Института мясного скотоводства Калмыцкой АССР, автор многих научных статей, книг и т. д.
- Пюрбеев Григорий Церенович — советский и российский лингвист и филолог-монголовед, доктор филологических наук (1984), профессор (1996), академик РАЕН (1994). Автор более 100 научных публикаций, в числе которых восемь монографий.
- Кикеев, Очир Хулхачиевич (1940—2001) — заслуженный художник России, заслуженный деятель искусств Калмыцкой АССР, лауреат премии комсомола Калмыкии им. Э. Деликова. Член Союза художников СССР с 1973 г.
- Пётр Тимофеевич Надбитов (1938) — Герой Калмыкии, заслуженный деятель искусств РСФСР, заслуженный деятель искусств Калмыцкой АССР, заслуженный деятель искусств Чечено-Ингушской АССР, лауреат Государственной премии Калмыцкой АССР имени О. И. Городовикова, первый калмыцкий балетмейстер, создатель и художественный руководитель Государственного театра танца Калмыкии «Ойраты».
- Иван Алексеевич Уланов — актёр Национального драматического театра Республики Калмыкия имени Б. Басангова, заслуженный артист России (1986), народный артист Калмыцкой АССР, почётный гражданин Республики Калмыкия (2012).
- Бадма Катинович Салаев — кандидат педагогических наук, заслуженный работник народного хозяйства Республики Калмыкия, министр образования науки и культуры Республики Калмыкия (2003—2009). С декабря 2010 г. — ректор Калмыцкого государственного университета.
- Тэло Тулку Ринпоче (Дилова-хутухта) XII, с 1992 года Шаджин-лама (Верховный лама) Калмыкии